# Карликовый трубконосый крылан
Карликовый трубконосый крылан (лат. Paranyctimene raptor) — вид млекопитающих из семейства крылановых (Pteropodidae). Описан Джорджем Тейтом в 1942 году.
Обитают на острове Новая Гвинея (в обеих частях острова, принадлежащих и Папуа — Новой Гвинеи, и Индонезии), а также на двух близких индонезийских островах Вайгео и Салавати, на высоте до 1350 м над уровнем моря. В 2001 году Bergmans описал в роде карликовых трубконосых крыланов (Paranyctimene) новый вид Paranyctimene tenax, но из-за схожести видов учёные ещё не установили точно границы их ареалов, поэтому большинство накопленной информации относится к обоим видам.
Живут в первичных и вторичных влажных тропических лесах, садах и на болотах. Самка вынашивает одного детёныша. Беременных самок отмечали в январе, феврале, апреле, мае, июле, августе и сентябре.
Карликовый трубконосый крылан на 2018 год не относится к числу видов, которым угрожает существенная опасность вымирания.